# Coleman Milne

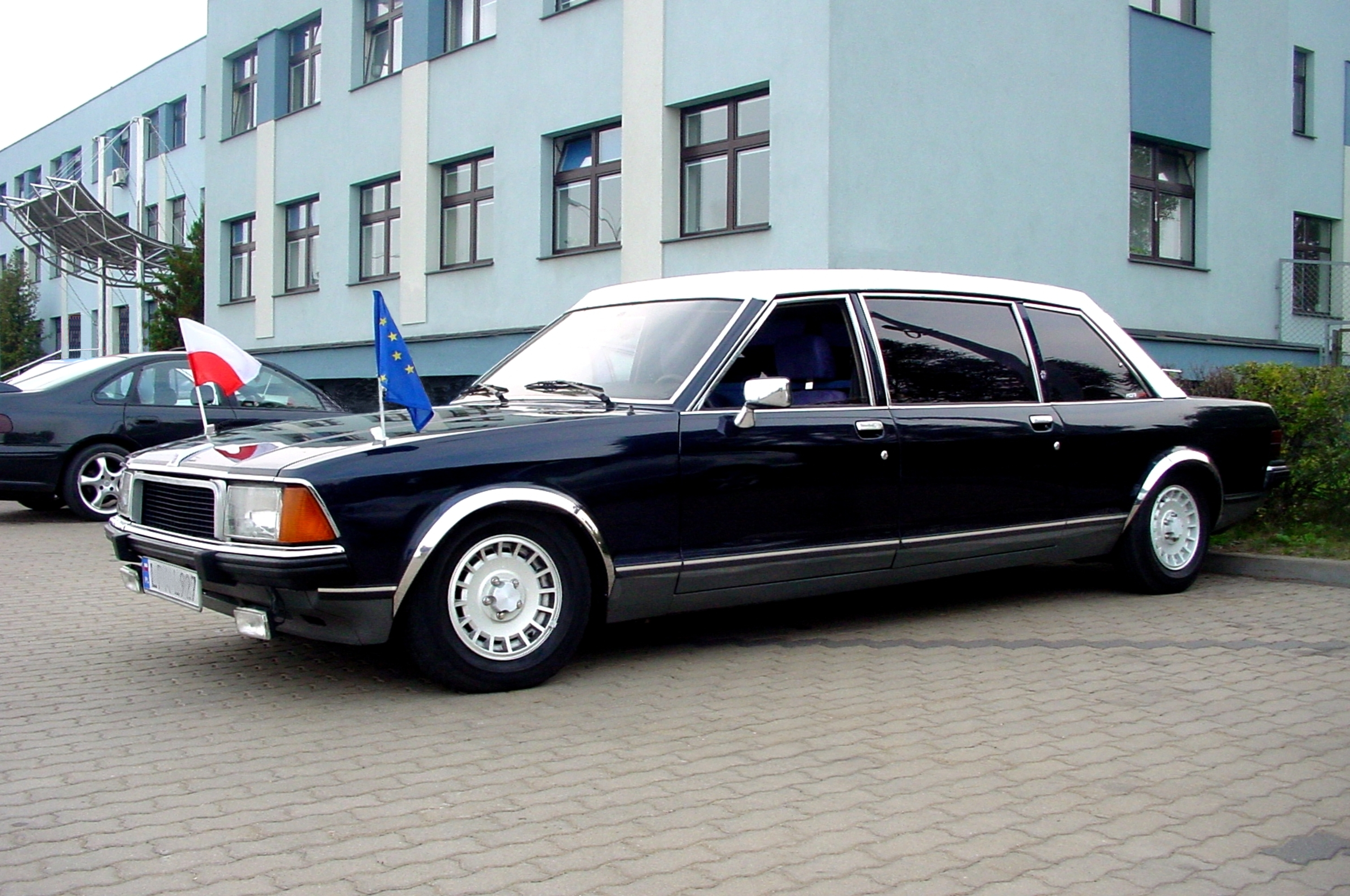
Grosvenor Limousine

Coleman Milne – firma z Wielkiej Brytanii, specjalizująca się w przebudowie seryjnych samochodów na karawany pogrzebowe, limuzyny, pojazdy policyjne i inne pojazdy specjalistyczne według zamówienia klienta.

## Historia
Firma Coleman Milne została założona przez Rodericka Milne i Johna Colemana w 1953. W początkowym okresie działalności firma specjalizowała się w naprawach karoserii i produkcji przyczep do przewozu koni. Wkrótce firma znalazła niszę na rynku branży motoryzacyjnej i zaczęła produkować limuzyny i karawany pogrzebowe. W 1992 firma przechodzi pod zarząd holdingu Woodall Nicholson Limited.

## Modele
Firma produkuje następujące auta sygnowane jako model własny.
- Ford Grosvenor Limousine
- Ford Dorchester Limousine
- Ford Fairlane Estate Removal Vehicle
- Ford Cardinal Hearse
- Ford Norwood Hearse
- Ford Minster

oraz limuzyny którym nie nadawała własnych nazw:
- Limuzyny na bazie Saab 9-5, 900
- Limuzyny na bazie Mercedes E-Class
- Limuzyny na bazie Rover 827
- Limuzyny na bazie Jaguar

Modele Grosvenor (lepsza wersja bogato wyposażona) i Dorchester (tańsza wersja)
powstawały na bazie aut:
- Ford Zodiac - Grosvenor IV i Dorchester IV
- Ford Granada MK1 - Grosvenor V i Dorchester V
- Ford Granada MK2 - Grosvenor VI i Dorchester VI
- Ford Scorpio MK1 - Grosvenor VII i Dorchester VII
- Ford Scorpio MK2 - Grosvenor VIII i Dorchester VIII
- Ford Scorpio MK3 - Grosvenor IX i Dorchester IX